# Waynea californica
Waynea californica är en lavart som beskrevs av Moberg. Waynea californica ingår i släktet Waynea och familjen Ramalinaceae.   Inga underarter finns listade i Catalogue of Life.